# REVIVE (松田樹利亜のアルバム)
『REVIVE』（リヴァイヴ）は松田樹利亜のアルバム。

## 概要
テイチクエンタテインメントとアズミックスが設立した新レーベル第一弾作品。最大のヒット・シングル曲「だまってないで」のリテイク・バージョンも収録。

## 収録曲
全曲　作詞：松田樹利亜　作曲：鈴木慎一郎（特記以外）
1. REVIVE
2. あと5キロの距離
3. ROCK MY SOUL
4. chapter NINE
5. 欲望
6. 愚か
7. kiss★
8. Dearest
9. あるがままに生きた僕
10. だまってないで（2014ver.）
作詞：松田樹利亜　作曲：石川寛門
11. 負けないBroken Heart (live ver. in ReNY)
作詞：松田樹利亜・みかみ麗緒　作曲：大内義昭